# 黃營杉
黃營杉（1941年4月18日—），1967年自國立中興大學法商學院畢業，畢業後曾服務於公民營企業機構，歷任中華民國財政部財政金融專員、美國聲寶公司副總裁、中華彩色印刷公司總經理、羽田機械關係企業執行長，從事多年產業服務工作後，於1986年取得國立政治大學企業管理博士學位，並於1991年起返回母校擔任教授，並兼任企業管理研究所所長(1991-1997)、企管系主任(1997-2000)，至國立臺北大學成立後受命擔任國立臺北大學商學院首任院長。

2002年10月，陳水扁政府延攬黃營杉擔任臺灣菸酒公司董事長(2002-2005)，後擔任臺灣電力公司董事長（2005年1月-2006年7月），於2006年1月25日-8月9日間擔任經濟部部長，於2022年6月-2022年11月間擔任大葉大學董事長。

## 早年
幼年生長於彰化縣大村鄉黃厝庄，國小就讀於村上國小。國小畢業後，在兼顧生計的考量下，到台南師範學校就讀，畢業後擔任國民學校教師3年。之後進入國立中興大學法商學院經濟系就讀，由於當時經濟環境艱困，黃營杉是以優秀的學業成績爭取到的獎學金渡過大學生活，1967年6月取得學士學位。1967年公務人員高等考試經濟行政人員考試及格，進入財政部服務。1971年2月取得碩士學位。之後轉往民間公司服務，歷任美國聲寶公司行銷副總裁、中華彩色印刷公司總經理、羽田機械關係企業執行長等職位。

## 學術生涯
1986年取得政大企業管理博士學位。博士論文題目為《我國兵家之管理思想》，是台灣首位以研究《孫子兵法》等古代兵書獲得博士學位的學者。
取得博士學位後，仍擔任羽田機械關係企業執行長。1991年起擔任中興大學法商學院企業管理研究所教授兼所長，之後擔任企管系、企管所合併的系主任，中興大學法商學院改制為台北大學後擔任商學院首任院長。商學院院長任內規劃各種典章制度，成為商學院後續發展之基礎，卸任前台北大學商學院已設立企業管理學系、會計學系、統計學系、合作經營學系、資訊管理研究所等教學單位，以及電子商務研究中心、合作經濟暨非營利事業研究中心等研究單位。
從事大學教育與學術研究期間，主要教授課程與研究方向為策略管理、行銷管理、研究方法。並有多本翻譯或著作之教科書（例如：兵法與商略、高等策略管理、企業政策、行銷概論）。

## 公職生涯
2002年，行政院為解決國營事業官僚化的問題以提升國營事業經營效率，首先公開徵募台灣菸酒公司董事長，聘請民營企業董事長組成評審。黃營杉在第二次的評審中出線，獲遴選擔任董事長。
黃營杉任台灣菸酒公司董事長2年期間，為台灣菸酒多賺新台幣52億元，其以「金牌台灣啤酒」為核心產品，擊退青島啤酒進入台灣市場的熱潮。2005年7月黃營杉擔任台灣電力公司董事長，並力行走動管理，試圖提升台電的經營效率。
2006年1月25日，黃營杉擔任經濟部長；2006年8月5日卸任，任期僅192天，卸任之後由行政院院長蘇貞昌頒發一等功績獎章。

## 卸任公職
卸任公職後，黃營杉擔任過國立台北大學兼任教授、開南大學講座教授、長榮大學講座教授兼經營管理研究所所長(後獲聘為名譽講座教授)。之後，黃營杉獲聘為大同大學事業經營學系名譽講座教授、國立台灣師範大學運動休閒與餐旅管理研究所名譽教授。
除了在學校上課外，黃營杉於2008年起創辦崇越論文大賞，擔任審查總召集人。崇越論文大賞的目的在於鼓勵碩博士學生進行嚴謹的學位論文寫作。
黃營杉也創辦商略學報，擔任諮詢委員會召集人。並擔任管理評論發行人、管理學報編輯委員、光華管理策進基金會董事長、企業管理學報編輯委員、私立大葉大學董事。